# Federico Vairo

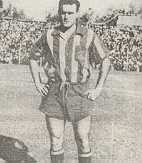
Federico Vairo w Rosario Central

Federico Vairo Moramarco Angellastre (ur. 27 stycznia 1930 w Rosario, zm. 7 grudnia 2010 w Buenos Aires) – argentyński piłkarz, lewy obrońca. Wzrost 178 cm, waga 76 kg. Później trener.
Urodzony w Rosario Vairo rozpoczął karierę piłkarską w 1947 roku w swoim mieście rodzinnym, w klubie Rosario Central. W klubie tym rozegrał 8 sezonów, po czym w 1955 przeniósł się do klubu River Plate. Razem z River Plate trzy razy z rzędu sięgnął po tytuł mistrza Argentyny – w 1955, 1956 i 1957.
Jako piłkarz klubu River Plate wziął udział w turnieju Copa América 1955, gdzie Argentyna zdobyła mistrzostwo Ameryki Południowej. Zagrał w pięciu meczach – z Paragwajem, Ekwadorem, Urugwajem i Chile.
Rok później wziął udział w turnieju Copa América 1956, gdzie Argentyna została wicemistrzem Ameryki Południowej. Vairo zagrał we wszystkich 6 meczach – z Peru, Chile, Paragwajem, Brazylią i Urugwajem. W meczu z Peru zdobył swą jedyną w historii reprezentacyjnych występów bramkę.
Wciąż będąc piłkarzem River Plate, Vairo wziął udział w turnieju Copa América 1957, gdzie razem z Argentyną drugi raz w swej karierze zdobył mistrzostwo kontynentu. Zagrał w pięciu meczach – z Kolumbią, Ekwadorem, Urugwajem, Chile i Brazylią.
Jako gracz River Plate wziął udział w finałach mistrzostw świata w 1958 roku, gdzie Argentyna odpadła już w fazie grupowej. Vairo zagrał we wszystkich trzech meczach – z Niemcami, Irlandią Północną i Czechosłowacją.
W 1960 roku Vairo przeniósł się do Chile, gdzie grał w klubie CD O’Higgins. W przeciągu trzech sezonów klub plasował się w okolicach środka tabeli, aż w końcu, w 1963 roku, zajął ostatnie miejsce w tabeli i spadł do drugiej ligi.
W 1964 O’Higgins został mistrzem drugiej ligi chilijskiej i wrócił do pierwszej ligi. W 1967 Vairo przeniósł się do Kolumbii, gdzie z klubem Deportivo Cali zdobył mistrzostwo kraju.
Po zakończeniu kariery Vairo poświęcił swe życie pracy trenerskiej w niższych ligach, gdzie jako trener związany z River Plate przekształcał amatorskich piłkarzy w zawodowców, którzy później grali w pierwszej lidze.
Od roku 1999 pracuje dla klubu River Plate jako łowca młodych talentów w prowincji Santa Fe.
W latach 1955–1958 Vairo rozegrał w reprezentacji Argentyny 41 meczów i zdobył 1 bramkę. Należał do piłkarzy mających na koncie największą liczbę występów reprezentacyjnych – w latach 50. jedynie Omar Corbatta miał ich więcej (43), te rekordy pobite zostały dopiero w latach 90.
Vairo był bardzo trudnym do przejścia, szybkim i zwrotnym obrońcą. Zasłynął jak obrońca, z którym nie potrafił sobie dać rady nawet wielki Garrincha.

## Sukcesy
| Sezon | Drużyna        | Tytuł                           |
| ----- | -------------- | ------------------------------- |
| 1955  | River Plate    | Mistrz Argentyny                |
| 1955  | Argentyna      | Mistrz Ameryki Południowej      |
| 1956  | River Plate    | Mistrz Argentyny                |
| 1957  | River Plate    | Mistrz Argentyny                |
| 1957  | Argentyna      | Mistrz Ameryki Południowej      |
| 1964  | O’Higgins      | Mistrz drugiej ligi chilijskiej |
| 1967  | Deportivo Cali | Mistrz Kolumbii                 |